# Взаємна організація
Взаємна організація або організація на взаємних началах (англ. mutual, mutual organization) зазвичай, проте не зажди, є підприємством чи компанією (взаємна компанія), основною метою якої є вигідне надання продуктів та послуг її засновникам. Відмінність взаємної компанії від кооперативу полягає в тому, що її члени зазвичай не здіснюють прямих інвестицій у компанію, а отримують право голосу в керівництві та частину прибутку виходячи із власних клієнтських відносин.
Організація на взаємних началах збирає кошти від своїх членів чи клієнтів (яких загалом називають членами), що надалі можуть бути використані для надання спільних послуг усіх її членам. Взаємна організація, таким чином, належить та діє на вигоду своїх членів — вона не має зовнішніх акціонерів яким платила би у формі дивідендів та, відповідно, не має на меті максимізувати прибуток та капіталізацію.
Прибутки організації зазвичай реінвестуються в неї на користь членів, хоча інколи деякий постійний прибуток необхідний для підтримки або зростання організації, а також для забезпечення її безпеки.